# Mo Cay Bac
Mo Cay Bac é um distrito (em vietnamita: huyen) da província de Ben Tre, na  região do Delta do Rio Mekong, no Vietname. Sua população, de acordo com estimativas de 2004, era de 274 265 habitantes e possui uma área de 370 km². A capital do distrito é Mo Cay.
O distrito de Mo Cay Bac faz limites a leste com Mo Cay Nam e Giong Trom, ao norte com Chau Tanh e a cidade de Ben Tre, ao sul com a província de Vinh Long e ao oeste como distrito de Cho Lach.